# قشلاق حاج دلان‌خان حسین خدایار
قشلاق حاج دلان‌خان حسین خدایار یک روستا در ایران است که در استان اردبیل واقع شده‌است. قشلاق حاج دلان‌خان حسین خدایار ۶۷ نفر جمعیت دارد.